# Злата Паплацко
Злата Паплацко (17. април 1969, Руски Крстур) је бивша српска рукометашица која је играла на позицији голмана. Каријеру је започела са 12 година када је играла за клуб Русин у Руском Крстуру. Потом је играла за Црвенку, Вождовац, Темерин, Напредак из Крушевца, Бане Секулић из Сомбора, Југоинспект и Углед комерц из Новог Сада, Валенсију из Шпаније, Будућност из Подгорице, Медицинар из Шапца, Нопал, Инђију. Одиграла је више од хиљаду званичних клупских утакмица, као и више од сто мечева за репрезентацију. Са репрезентацијом освојила је бронзану медаљу на Светском првенству 2001.